# Alexis Vila Perdomo
Alexis Vila Perdomo (Villa Clara, Cuba, 12 de marzo de 1971) es un deportista cubano retirado especialista en lucha libre olímpica donde llegó a ser medallista de bronce olímpico en Atlanta 1996.

## Carrera deportiva
En los Juegos Olímpicos de 1996 celebrados en Atlanta ganó la medalla de bronce en lucha libre olímpica de pesos de hasta 48 kg, tras el luchador norcoreano Kim Il-Ong (oro) y el armenio Armen Mkrtchyan (plata).